# Horismenus cockerelli
Horismenus cockerelli är en stekelart som beskrevs av Crawford 1911. Horismenus cockerelli ingår i släktet Horismenus och familjen finglanssteklar.
Artens utbredningsområde är:
- Kuba.
- Jamaica.
- Paraguay.
- Puerto Rico.

Inga underarter finns listade i Catalogue of Life.